# Touba (Côte d'Ivoire)
Pour les articles homonymes, voir Touba.
Touba est une ville du nord-ouest de la Côte d'Ivoire, chef-lieu de la région de Touba et du département homonyme proche de la Guinée. Sa population est essentiellement d'ethnie Mahou. 
Elle est située entre les villes de Odienné au nord, Séguéla à l'est et Man au sud.  

## Administration
Une loi de 1978 a institué 27 communes de plein exercice sur le territoire du pays.
| Date d'élection | Identité       | Parti    | Qualité         | Statut |
| --------------- | -------------- | -------- | --------------- | ------ |
| 1980            |                | PDCI-RDA | Homme politique | élu    |
| 1985            | Lamine Fadiga, | PDCI-RDA | Homme politique | élu    |
| 1990            | Lamine Fadiga  | PDCI-RDA | Homme politique | élu    |
| 1995            |                | PDCI-RDA | Homme politique | élu    |
| 2001            |                |          | Homme politique | élu    |

Après le début de la crise politico-militaire en 2002, la ville, comme toutes les localités du nord du pays, a été placée sous l'administration du MPCI puis des Forces nouvelles de Côte d'Ivoire et se trouvait de fait sous l'autorité unique d'un « commandant de zone » (« com-zone ») désigné par le secrétaire général des Forces nouvelles de Côte d'Ivoire, Guillaume Soro (comme pour chacun des 10 secteurs de la zone nord ivoirienne). Touba étant désignée depuis 2006 sous le terme de Zone no 7. Cette autorité existe toujours en 2008 et cohabite avec les fonctionnaires de l'état, préfet et sous-préfet, revenus dans la région. De 2011 à 2016 Fadika Sarra fut la députée de ce chef lieu de région, comprenant les sous-préfectures de Foungbesso, Dioman et Guintéguela.
Depuis 2016, le député de Touba-Commune est Mamadou Sako.

## Société

### Démographie
Sa population appartient essentiellement au peuple Malinké (Mahou).
| 1975  | 1988   | Est 2010 | 2021   |
| ----- | ------ | -------- | ------ |
| 5 263 | 15 593 | 29 678   | 55 013 |

### Éducation
Le département comporte 103 écoles primaires et 3 établissements secondaires 

Touba a accueilli l'une des 18 écoles de village créées par le colonisateur français en 1903, seize ans après la création de la première école officielle à Elima (1887).

### Langues
Depuis l'indépendance, la langue officielle dans toute la Côte d'Ivoire est le français. Le français effectivement parlé dans la région, comme à Abidjan, est communément appelé le français populaire ivoirien ou français de dago qui se distingue du français standard par la prononciation et qui le rend quasi inintelligible pour un francophone non ivoirien. Une autre forme de français parlé est le nouchi, un argot parlé surtout par les jeunes.
La langue véhiculaire, parlée et comprise par la majeure partie de la population, est le dioula mais la langue vernaculaire de la région est le Wé.
Le département de Touba accueillant de nombreux Ivoiriens issus de toutes les régions du pays, toutes les langues vernaculaires du pays, environ une soixantaine, y sont pratiquées.

### Santé
Le département compte 1 hôpital, 1 institut d’hygiène publique, 31 centres de santé et 1 officine de pharmacie.

## Économie
L'économie de la région est essentiellement agricole.

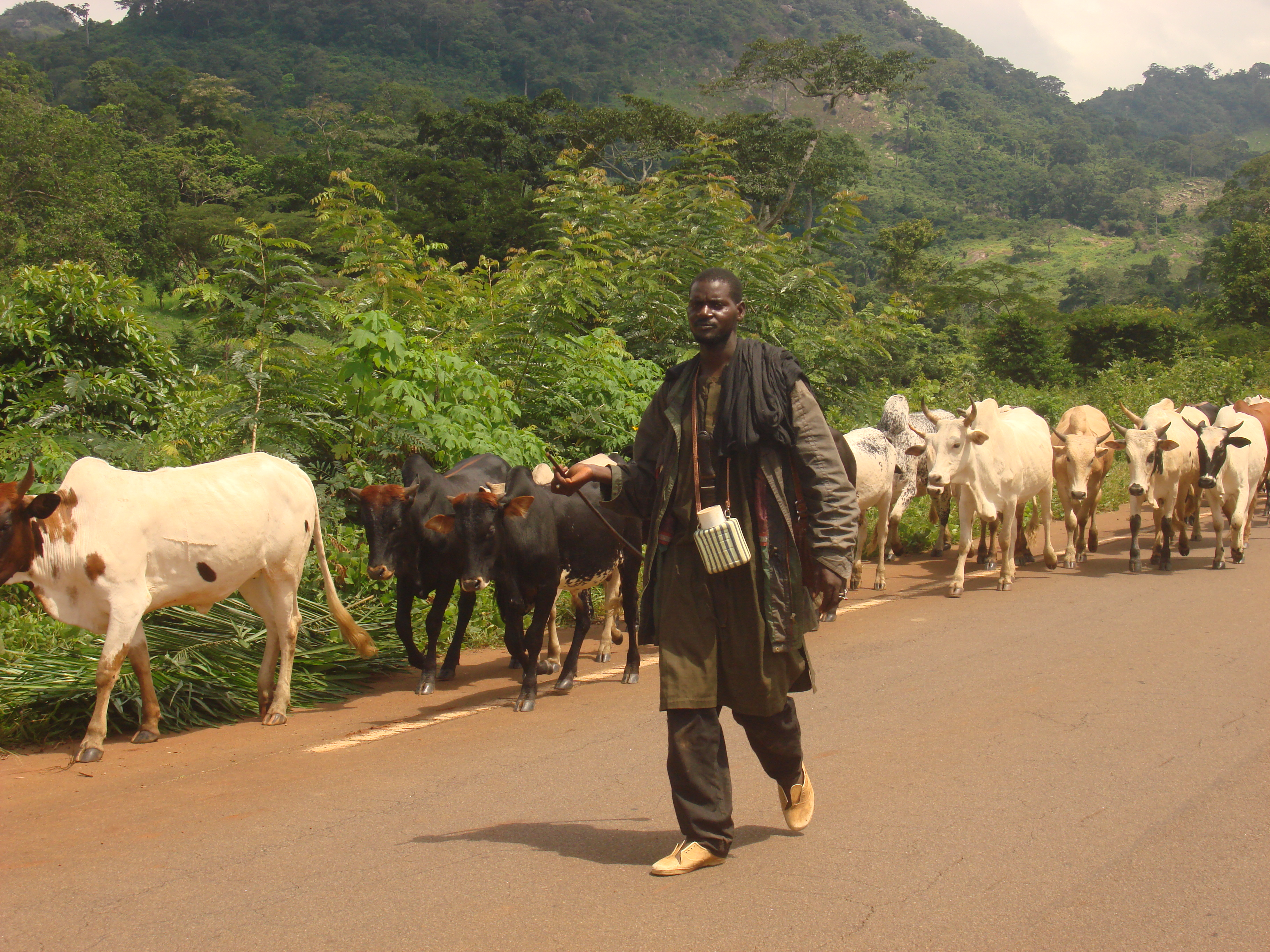
Bouvier conduisant un élevage de zébus sur la route Man-Touba

## Sports
La ville dispose d'un club de football, le N'Demagnon de Touba, qui évolue en Championnat de Division Régionale, équivalent d'une « 4e division » .
Elle a constitué une ville-étape du rallye Paris-Dakar lors de sa seule incursion dans le pays, en  1984. Parmi les participants de cette édition figuraient Jacky Ickx, Claude Brasseur et Gaston Rahier.